# BACK-ONアニゲーソングコレクションアルバム
『BACK-ONアニゲーソングコレクションアルバム』（バック・オン・アニゲーソングコレクションアルバム）は、BACK-ONの配信限定アルバム。2015年1月7日から3月3日までの期間限定でcutting edgeから配信された。

## 概要
BACK-ONが担当したアニメソング・ゲームソングを収録している。

## 収録曲
1. セルリアン
15th両A面シングル。テレビ東京系アニメ『ガンダムビルドファイターズトライ』オープニングテーマ。
2. wimp ft. Lil' Fang (from FAKY)
13thシングル。テレビ東京系アニメ『ガンダムビルドファイターズ』のオープニングテーマ。
3. ニブンノイチ
12th両A面シングル。テレビ東京系アニメ『ガンダムビルドファイターズ』のオープニングテーマ。
4. Silent Trigger
15th両A面シングル。PS3/PS VITA用ゲーム『ガンダムブレイカー2』オープニングテーマ。
5. Around the world
『SDガンダム GGENERATION FRONTIER』のタイトル画面のBGM、CMソング。
6. INFINITY
12th両A面シングル。PS VITA版『ガンダムブレイカー』のオープニングテーマ。
7. with you feat.Me
9thシングル。『テイルズ オブ ザ ワールド レディアント マイソロジー3』オープニングテーマ。
8. flyaway
6thシングル。『テイルズ オブ ザ ワールド レディアント マイソロジー2』オープニングテーマ。
9. flower
3rdシングル。テレビ東京系アニメ『アイシールド21』エンディングテーマ。
10. Chain
1stシングル。テレビ東京系アニメ『エア・ギア』オープニングテーマ。